# René Bauwens
René Bauwens (11 maart 1894 - 1959) was een Belgisch zwemmer en waterpolospeler. Hij nam als waterpoloër tweemaal deel aan de Olympische Spelen en won hierbij in totaal één zilveren medaille. Hij nam ook eenmaal deel als zwemmer en behaalde daarbij geen finaleplaats. Hij behaalde vijf Belgische titels in het zwemmen.

## Loopbaan
In 1920 maakte Bauwens op 26-jarige leeftijd zijn olympisch debuut bij de Olympische Spelen van Antwerpen. Hij speelde mee met het waterpoloteam dat een zilveren medaille won. Hij zwom ook mee in het 4 x 200 meter vrije slag. In 1927 won hij brons op Europese kampioenschappen waterpolo in Bologna. Op de Olympische Spelen van 1928 speelde hij beide wedstrijden mee, scoorde tweemaal maar kon geen medaille veroveren.
Op de Olympische Spelen van 1948 in Londen was Bauwens coach van het Belgisch waterpoloteam.

## Belgische kampioenschappen
Langebaan
| Onderdeel        | Jaar             |
| ---------------- | ---------------- |
| 200 m vrije slag | 1914, 1919       |
| 400 m vrije slag | 1914, 1919, 1920 |

Gérard Blitz · 
René Bauwens · 
Maurice Blitz · 
Pierre Dewin · 
Albert Durant ·
Paul Gailly · 
Pierre Nijs · 
Joseph Pletincx
Gérard Blitz · 
Pierre Coppieters · 
René Bauwens · 
Jules Brandeleer · 
Louis van Gheem · 
Joseph Malissart · 
André Mélardy · 
Henri De Pauw · 
Fernand Visser
Jean-Pierre Vermetten · 
Joseph Cludts · 
René Bauwens · 
Gérard Blitz
- Bibliothèque nationale de France: cb16943827b (data)
- International Standard Name Identifier: 0000 0004 5100 3922
- Virtual International Authority File: 316738311